# Casselton
Casselton é uma cidade localizada no estado norte-americano de Dacota do Norte, no Condado de Cass.

## Demografia
Segundo o censo norte-americano de 2000, a sua população era de 1855 habitantes.
Em 2006, foi estimada uma população de 1915, um aumento de 60 (3.2%).

## Geografia
De acordo com o United States Census Bureau tem uma área de
3,8 km², dos quais 3,7 km² cobertos por terra e 0,1 km² cobertos por água.

## Localidades na vizinhança
O diagrama seguinte representa as localidades num raio de 24 km ao redor de Casselton.